# Bryum picnoloma
Bryum picnoloma är en bladmossart som beskrevs av C. Müller in Dixon och Gepp 1923. Bryum picnoloma ingår i släktet bryummossor, och familjen Bryaceae. Inga underarter finns listade i Catalogue of Life.